# KT테크 테이크 야누스
KT테크 테이크 야누스(Take Janus)는 KT테크가 2011년 6월 7일에 출시한 스마트폰이다. KT테크의 스마트폰 중 최초로 퀄컴 스냅드래곤 듀얼 코어 CPU와 구글 안드로이드 2.3.3 진저브레드를 탑재하였으며, 독일 젠하이저의 이어폰을 번들로 제공한다.
2011년 10월 안드로이드 진저브레드 2.3.4로 마이너 업데이트가 이루어진것에 이어, 2012년 7월 23일 안드로이드 아이스크림 샌드위치로 4.0.4의 업데이트가 정식으로 공개되었다.